# СУ-8
СУ-8 — советская опытная самоходная артиллерийская установка межвоенного периода.
Была построена в единственном экземпляре.

## История
Во время Первой мировой войны предпринимались несколько попыток установить зенитные орудия на шасси грузовиков, которые, были успешными в России (см. В. В. Тарновский, но Гражданская война и интервенция прервали данное производство боевых машин. В начале 1930-х годов мысли о создании самоходного (моторизованного) зенитного орудия снова появились в умах конструкторов, особенно в умах советских военных инженеров. В 1932 году силами КБ Артакадемии под руководством профессора Ф. Л. Хлыстова удалось составить эскизный проект зенитной самоходки, оснащённой 76-мм зенитным орудием образца 1931 года. Основой для ЗСУ стал основной и средний танк Т-24. Разработку не признали особо удачной, так как шасси Т-24 было слабым. В 1934 году проект был изменён, и было предложено уже шасси Т-28. Для более высокой точности стрельбы предлагалось использовать откидные упоры (лапы), чтобы не раскачивать боевую платформу, а для защиты от пуль ставить бортовые бронеэкраны.
Однако даже этот проект не был претворён в жизнь — танки Т-28 страдали от многочисленных дефектов, а самоходка была дорогой. Единственный недостроенный прототип был в конце 1934 года разобран и переделан обратно в танк, а в 1935 году свернули все работы по данной ЗСУ. Только в 1939 году была предпринята ещё одна попытка создать эту самоходку, когда стало ясно, что альтернативные проекты не принесут пользу. Были рассмотрены проекты по установке 152-мм гаубицы, 203-мм мортиры и 76-мм противотанковой пушки в ГАБТУ, но ни один из них не был одобрен.

## СУ-8 в игровой индустрии
- СУ-8 представлена в ММО-экшене World of Tanks как САУ 6 уровня в советской ветке развития.